# Feuerturm (Bad Kissingen)

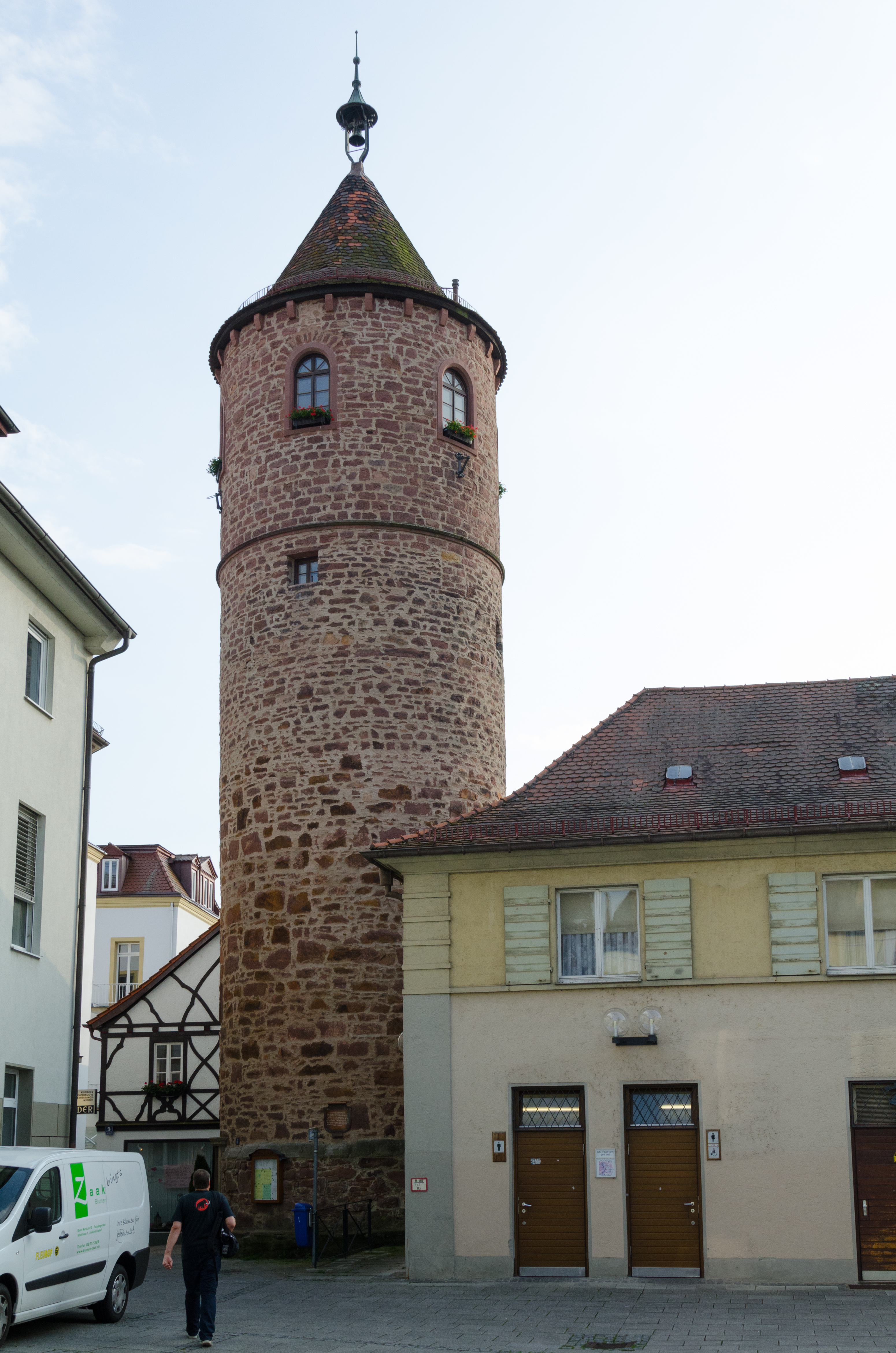
Der Feuerturm in Bad Kissingen

Der Feuerturm in der Turmgasse 6 in Bad Kissingen, der Großen Kreisstadt des unterfränkischen Landkreises Bad Kissingen gehört zu den Bad Kissinger Baudenkmälern und ist unter der Nummer D-6-72-114-68 in der Bayerischen Denkmalliste registriert.

## Geschichte
Der Feuerturm entstand im 15. Jahrhundert als Eckturm der ehemaligen Stadtbefestigung des Ortes. Der runde, aus Sandstein bestehende Hau- bzw. Bruchsteinmauerwerksbau bildete die Südostecke des damaligen Mauergevierts.
Seit 1850 dient der Turm als Feuerwachturm. Im Jahr 1854 erfolgte ein Ausbau des Turms, wobei das Obergeschoss und das Kegeldach entstanden.
Im Rahmen von Vorarbeiten für die geplante Kanalsanierung in der Altstadt stellte sich im September 2017 heraus, dass der Turm eine Neigung nach Südosten aufweist. Die Neigung beträgt auf einer Höhe von 26 Metern 20 Zentimeter. Die Gründe scheinen eine Fundamenttiefe von lediglich 1,50 Metern sowie der instabile Untergrund zu sein. Möglicherweise entstand das Problem durch besonders tiefe Arbeiten beim Bau des Kanals unter dem Turm.